# Cercy-la-Tour
Cercy-la-Tour és un municipi francès, situat al departament del Nièvre i a la regió de Borgonya - Franc Comtat. L'any 2007 tenia 2.061 habitants.

## Demografia

### Població
El 2007 la població de fet de Cercy-la-Tour era de 2.061 persones. Hi havia 963 famílies, de les quals 369 eren unipersonals (159 homes vivint sols i 210 dones vivint soles), 331 parelles sense fills, 209 parelles amb fills i 54 famílies monoparentals amb fills.
La població ha evolucionat segons el següent gràfic:
Habitants censats

### Habitatges
El 2007 hi havia 1.163 habitatges, 974 eren l'habitatge principal de la família, 89 eren segones residències i 100 estaven desocupats. 907 eren cases i 254 eren apartaments. Dels 974 habitatges principals, 615 estaven ocupats pels seus propietaris, 336 estaven llogats i ocupats pels llogaters i 22 estaven cedits a títol gratuït; 13 tenien una cambra, 87 en tenien dues, 236 en tenien tres, 306 en tenien quatre i 332 en tenien cinc o més. 689 habitatges disposaven pel capbaix d'una plaça de pàrquing. A 486 habitatges hi havia un automòbil i a 291 n'hi havia dos o més.

### Piràmide de població
La piràmide de població per edats i sexe el 2009 era:
| Homes | Edats   | Dones |
| ----- | ------- | ----- |
| 0     | 95 o +  | 8     |
| 0     | 90 a 94 | 20    |
| 16    | 85 a 89 | 48    |
| 40    | 80 a 84 | 36    |
| 56    | 75 a 79 | 80    |
| 44    | 70 a 74 | 72    |
| 68    | 65 a 69 | 52    |
| 64    | 60 a 64 | 52    |
| 52    | 55 a 59 | 68    |
| 60    | 50 a 54 | 80    |
| 88    | 45 a 49 | 112   |
| 112   | 40 a 44 | 60    |
| 52    | 35 a 39 | 52    |
| 56    | 30 a 34 | 52    |
| 64    | 25 a 29 | 68    |
| 56    | 20 a 24 | 16    |
| 52    | 15 a 19 | 48    |
| 48    | 10 a 14 | 48    |
| 52    | 5 a 9   | 64    |
| 44    | 0 a 4   | 36    |

## Economia
El 2007 la població en edat de treballar era de 1.212 persones, 852 eren actives i 360 eren inactives. De les 852 persones actives 739 estaven ocupades (412 homes i 327 dones) i 113 estaven aturades (55 homes i 58 dones). De les 360 persones inactives 166 estaven jubilades, 80 estaven estudiant i 114 estaven classificades com a «altres inactius».

### Ingressos
El 2009 a Cercy-la-Tour hi havia 936 unitats fiscals que integraven 1.932 persones, la mediana anual d'ingressos fiscals per persona era de 15.507 €.

### Activitats econòmiques
Dels 105 establiments que hi havia el 2007, 1 era d'una empresa extractiva, 4 d'empreses alimentàries, 1 d'una empresa de fabricació d'elements pel transport, 3 d'empreses de fabricació d'altres productes industrials, 15 d'empreses de construcció, 27 d'empreses de comerç i reparació d'automòbils, 6 d'empreses de transport, 8 d'empreses d'hostatgeria i restauració, 3 d'empreses financeres, 2 d'empreses immobiliàries, 14 d'empreses de serveis, 13 d'entitats de l'administració pública i 8 d'empreses classificades com a «altres activitats de serveis».
Dels 34 establiments de servei als particulars que hi havia el 2009, 1 era una gendarmeria, 1 oficina de correu, 1 una oficina bancària, 4 tallers de reparació d'automòbils i de material agrícola, 2 autoescoles, 1 paleta, 1 guixaire pintor, 2 fusteries, 5 lampisteries, 4 electricistes, 3 perruqueries, 4 veterinaris, 3 restaurants, 1 agència immobiliària i 1 saló de bellesa.
Dels 12 establiments comercials que hi havia el 2009, 1 era un hipermercat, 1 una botiga de més de 120 m², 4 fleques, 1 una fleca, 1 una peixateria, 1 una llibreria, 1 una botiga d'electrodomèstics i 2 floristeries.
L'any 2000 a Cercy-la-Tour hi havia 31 explotacions agrícoles que ocupaven un total de 2.192 hectàrees.

## Equipaments sanitaris i escolars
El 2009 hi havia 2 farmàcies i 2 ambulàncies.
El 2009 hi havia 1 escola maternal i 1escola elemental. Cercy-la-Tour disposava d'un col·legi d'educació secundària amb 141 alumnes.

## Poblacions més properes
El següent diagrama mostra les poblacions més properes.